# Juan Molina
Juan Francisco Molina Castro (nascido em 14 de julho de 1948) é um ex-ciclista de estrada salvadorenho. Representou o seu país em duas provas de ciclismo nos Jogos Olímpicos de 1968, realizados nas Cidade do México.